# Campo profughi di Wagna

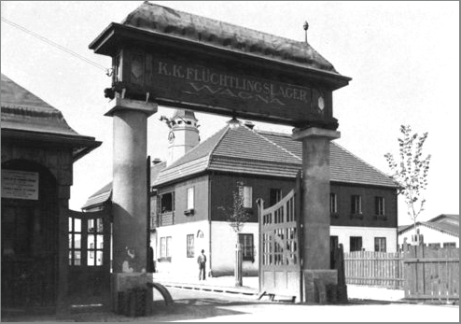
Ingresso principale del campo profughi di Wagna

Il campo profughi di Wagna (in tedesco Flüchtlingslager Wagna) fu uno dei principali luoghi dove furono collocate forzosamente, in linea di massima divise per nazionalità, le popolazioni del Litorale austriaco durante la Grande Guerra. Nel campo di Wagna, in Stiria, furono collocati circa 20.000 deportati civili provenienti dall'Isontino e dall'Istria, in massima parte italiani, ma anche circa 1600 sloveni evacuati da Gorizia nell'estate del 1916. Precedentemente, prima del maggio 1915, nel campo erano state sistemate diverse migliaia di sfollati galiziani, in seguito all'offensiva russa dell'autunno 1914.

## Contesto storico
Nei giorni precedenti al 23 maggio 1915, data della dichiarazione di guerra da parte dell'Italia, i comandi militari austriaci e il Ministero dell'interno fecero scattare il piano di evacuazione del Trentino e del Litorale austriaco, predisposto già da mesi. Per quanto riguarda il Litorale, le aree da sgomberare erano quelle lungo la linea di difesa dell'Isonzo e del Carso, e la zona di Pola, piazzaforte della marina asburgica.

## Il campo
Nell'estate del 1914, sia a causa delle disposizioni per l'evacuazione coatta delle zone militarmente strategiche, sia a causa delle fughe spontanee dalle zone interessate ai combattimenti, la sola parte austriaca dell'Impero si trovò a dover gestire oltre mezzo milione di profughi. Il 15 settembre il Ministero dell'Interno emanò una serie di disposizioni riguardanti il trasporto e il ricovero dei profughi dalla Galizia e dalla Bucovina. Tali disposizioni prevedevano la costruzione di campi "ad un'adeguata distanza dai centri abitati" in cui collocare i profughi privi di mezzi di sostentamento, nella evidente volontà di isolarli dalla popolazione locale, sia per motivi di carattere sanitario e di ordine pubblico, sia per attutire l'impatto che la loro presenza avrebbe potuto avere sul morale delle comunità che li ospitavano.
Il campo di Wagna fu progettato e costruito nell'ottobre/novembre 1914 per ospitare 10.000 profughi polacchi provenienti dalla Galizia. Inizialmente il campo contava 25 baracche, in grado di alloggiare 400 persone ciascuna. Comprendeva anche 7 cucine e alcuni edifici di servizio (scuole, ospedali, gendarmeria, amministrazione). In dicembre fu deciso di raddoppiare la capienza di Wagna. Nella primavera del 1915 il campo aveva raggiunto le dimensioni di una vera e propria cittadina, con una chiesa, un bazar, e baracche più piccole e curate per sacerdoti, maestri e impiegati. Anche nell'organizzazione degli spazi, il campo rispondeva quindi a una organizzazione sociale di tipo gerarchico, che unita alla rigida sorveglianza degli ingressi e alla stretta disciplina che regolava le entrate e le uscite dei profughi, lo rendeva una sorta di microsocietà avulsa dal territorio circostante.

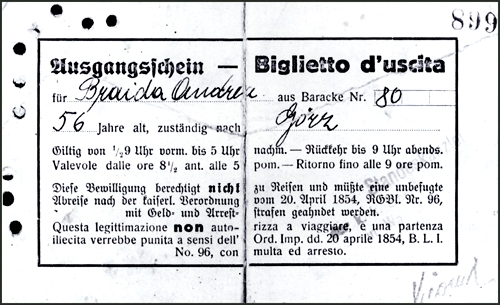
Permesso d'uscita

I primi profughi dal Litorale adriatico giunsero al campo di Wagna, che intanto si era in parte svuotato in seguito alla controffensiva austro-tedesca sul fronte orientale, verso la fine del maggio 1915. In quel momento il campo, per la sua vicinanza alla ferrovia, funse soprattutto da centro di smistamento. Da Wagna i profughi vennero inviati in Ungheria, dove furono dispersi nelle comunità rurali su un territorio vastissimo. Rimasero invece nel campo i regnicoli (cittadini del regno d'Italia) e i sospetti, in attesa di essere inviati nei campi di internamento. Nell'estate del 1915 il campo risultava quindi diviso in tre settori: uno per i profughi galiziani ancora presenti (circa 6.000), uno per i regnicoli e uno per i cittadini austriaci di lingua italiana internati (complessivamente gli italiani erano circa 5.000). I diversi settori erano separati da reti metalliche e i contatti tra internati e profughi erano vietati. A partire da luglio, gli internati vennero progressivamente spostati verso altri luoghi (soprattutto a Katzenau) e i regnicoli vennero rimpatriati in Italia attraverso la Svizzera, ad eccezione degli abili alle armi che vennero anch'essi internati. Anche i profughi galiziani furono rapidamente rimpatriati. Il campo venne quindi svuotato, allo scopo di trasferirvi di nuovo i profughi italiani sparsi nella campagna ungherese. Sloveni e croati invece vennero inviati nel campo di Gmünd in Austria inferiore. Il 12 ottobre 1915, secondo la Gazzetta di Wagna nel campo si trovavano 17.500 profughi italiani, di cui 4.040 friulani e 13.400 istriani.
Il campo era dotato di case, baracche, un ospedale e due scuole (nel 1917 venne aperta una terza scuola, con lingua di insegnamento slovena). Quasi tremila persone, soprattutto vecchi e bambini, perirono a Wagna per le condizioni igienico-sanitarie, tanto che fu costruito un cimitero a loro dedicato.
Il 4 ottobre del 1917, in seguito ad un arresto ritenuto arbitrario, scoppiò una rivolta a cui presero parte soprattutto donne e ragazzi. La reazione delle guardie provocò la morte di un ragazzo istriano, colpito da un proiettile. In seguito a questi fatti, una delegazione parlamentare, di cui faceva parte anche De Gasperi, visitò il campo per condurre un'inchiesta sulle condizioni di vita dei profughi. I risultati dell'inchiesta furono dibattuti alla Camera dei Deputati, e da allora i cancelli del campo vennero aperti, e gli internati poterono eleggere una propria commissione interna.